# Xuilub (Espita)
Xuilub es una localidad del municipio de Espita en el estado de Yucatán localizado en el sureste de México.

## Toponimia
El nombre (Xuilub)  proviene del idioma maya.

## Hechos históricos
- En 1980 cambia su nombre de Xuilub a San Antonio Xuilub.
- En 1995 cambia a Xuilub.

## Demografía
Según el censo de 2010 realizado por el INEGI, la población de la localidad era de 392 habitantes, de los cuales 199 eran hombres y 193 eran mujeres.